# Hostrup Sø
Hostrup Sø er med et areal på 202 hektar den største naturlige sø i Sønderjylland. Den ligger 3 km nordøst for Kliplev, øst for Sønderjyske Motorvej og nord for Sønderborgmotorvejen.
Det er en næringsfattig brunvandet sø med en middeldybde på ca. 2 meter og en max dybde på 6,8 meter. Den menes dannet ved gletschererosion i forbindelse med det gletscherfremstød, der nåede frem til hovedopholdslinien vest for søen. Mod syd går morænebakker næsten helt ud til søen mens bredderne mod nord er lave og bugtede, med en bræmme af tørvemoser. Ca. en km vest for søen ligger de tidligere tørvemoser, Seifrids Sø, adskilt fra Hostrup Sø af en moræneryg. Øst for søen ligger det fredede Sønder Hostrup Overdrev hvor i alt 103 ha blev fredet i 1929 og 1990. Hostrup Sø er både fuglebeskyttelsesområde og habitatområde, og er den centrale del af Natura 2000 -område nr. 95 Hostrup Sø, Assenholm Mose og Felsted Vestermark.
Området omkring Hostrup Sø var blandt de første lokaliteter hvor havørnen slog sig ned som ynglefugl, da den genindvandrede i 1996, efter ikke at have ynglet i Danmark siden omkring 1912 .
Der er to bække der tilfører vand til søen, Humlebæk i den nordøstlige del og Brudesøbæk i den nordvestlige del af søen. Der er kun et afløb fra søen, beliggende i den sydlige ende som afvander til Bjerndrup Mølleå. Udløbet fra søen og afstrømning i udløbet er meget lille i forhold til søens vandvolumen.
Umiddelbart sydvest for søen findes Stevninghus Spejdercenter og 2 km syd for Hostrup Sø findes Søgårdlejren, som har militære øvelsesarealer både sydøst og nord for søen.

## Naturgenopretning ved Hostrup Sø
Der påbegyndtes i 2012 et naturgenopretningsprojekt, for at forbedre tilstanden for Hostrup Sø, og de omkringliggende naturområder; Hostrup Sø er målsat som et særligt naturvidenskabeligt interesseområde; 

## Eksterne kilder og henvisninger
1. ↑  "Kaj Kampp". Den Store Danske (lex.dk online udgave). Hentet 2017-03-12.
2. ↑  Naturgenopretning ved Hostrup Sø
3. ↑  Konsulentrapport i forbindelse med naturgenopretningen. ALECTIA 2011

- Hostrup Sø i Den Store Danske på Lex.dk
- Om Hostrup Sø på naturstyrelsen.dk